# Piero Baroncini
Piero Baroncini (Firenze, 22 settembre 1941) è un ex calciatore e allenatore di calcio italiano, di ruolo portiere.

## Carriera

### Giocatore
Vanta 14 presenze nel campionato di Serie A 1964-1965 con la maglia del Messina, squadra per la quale ha giocato dal 1964 al 1968 (una stagione in A, tre in Serie B e una in Serie C). Ha inoltre militato nell'Empoli (due campionati di C e uno di Serie D) e  nel Taranto (quattro  campionati di B), totalizzando complessivamente 116 presenze fra i cadetti.

### Allenatore
Ha allenato la Vigor Lamezia nella stagione 1982-1983, nel 1989-1990 e nel 1996-1997, oltre alla US Vibonese subentrando ad Amos Mariani nella stagione 1984-1985, all'Adelaide Nicastro nel 1988-1989, portandola ad una storica promozione in Serie C2.

## Palmarès

### Giocatore

#### Competizioni nazionali
- Serie D: 1

Empoli: 1962-1963
- Serie C: 1

Taranto: 1968-1969

### Allenatore

#### Competizioni nazionali
- Campionato Interregionale: 1

Adelaide Nicastro: 1988-1989 (girone M)